# Галин, Александр Михайлович
Александр Михайлович Галин (настоящая фамилия Пурер; род. 10 сентября 1947, Надежда, Матвеево-Курганский район Ростовская область) — советский и российский драматург, киносценарист, режиссёр театра и кино.

## Биография
Александр Пурер родился в посёлке Надежда Матвеево-Курганского района Ростовской области 10 сентября 1947 года. В четырнадцать лет пошёл работать на аптечный склад. Ещё в школе увлёкся книгами и обнаружил в себе свойство придумывать, рассказывать, смешить. После этого решил стать актёром. После окончания школы рабочей молодёжи пробовал поступать в театральные вузы Москвы и Ленинграда, но безуспешно. Не поступив в первый год, Александр пошёл в кукольный театр и стал озвучивать там голоса животных. После четырёх попыток сумел поступить на режиссёрский факультет Ленинградского института культуры (окончил в 1974). Учась на режиссёрском факультете, познакомился со своей будущей женой — Галей. По её имени впоследствии он и взял псевдоним.
Приобрёл известность благодаря пьесе «Ретро». В 1981 она была поставлена в Москве Малым театром, в 1983-1984 гг. была одной из наиболее часто игравшихся в СССР пьес.
Пьесы Александра Галина ставились на сценах более чем двухсот театров в России, а также и за рубежом.

## Творчество

### Театр

#### Пьесы
- «Стена» (написана 1971, поставлена 1987)
- «Летят перелётные птицы» (1974)
- «Дыра» (1975)
- «Крыша» (1976)
- «Наваждение» (1977)
- «Ретро» (1979)
- «Восточная трибуна» (1981)
- «Звёзды на утреннем небе» (1982)
- «Тамада» (1983)
- «Библиотекарь» (1984)
- «Группа» (1989)
- «…Sorry» (1990)
- «Титул» (1991)
- «Чешское фото» (1993)
- «Аномалия» (1996)
- «Клоун и бандит» (1997)
- «Сирена и Виктория» (1996)
- «Аккомпаниатор» (1998)
- «Конкурс» (2000)
- «Рандеву в море дождей» (2002)
- «Сон героини» (2006)
- «Нал и НЛО» (2006)
- «Компаньоны» (2007)
- «Лицо» (2012)
- «Парад» (2015)[3]
- «Пациент» (2016)

#### Режиссёр
- 2010 — «Сон героини» Александра Галина (Малый театр)[4]

### Фильмография

#### Режиссёр
- 1993 — Плащ Казановы
- 2003 — Фото

#### Сценарист
- 1978 — Дом строится
- 1979 — Инженер Графтио
- 1980 — Последний побег
- 1988 — Предлагаю руку и сердце
- 1990 — Крыша
- 1991 — Кольцо
- 1993 — Плащ Казановы
- 2000 — Свадьба
- 2003 — Фото
- 2005 — Полный вперёд